# Guy Perrier (parachutiste)
Ne doit pas être confondu avec Guy Perrier (géophysicien).
Cet article possède des paronymes, voir Guy Ferrier et Guy Verrier.
Pour les articles homonymes, voir Perrier.
Guy Perrier est un officier parachutiste de la Légion étrangère, né le  9 février 1925 à Chepniers et mort le 4 avril 2017 à Neuilly-sur-Seine, il est enterré au vieux cimetière de Neuilly-sur-Seine.

## Biographie
Entré dans la Résistance à l’âge de quinze ans en décembre 1940 au sein du réseau Navarre des Forces françaises combattantes. Il fait également partie du réseau Libération-Nord et est admis à Saint-Cyr en 1945, il sert dans les unités parachutistes de la Légion étrangère en Indochine puis en Algérie (au 2e BEP et 2e REP).
Partisan de l'Algérie française, il se rallie avec son unité, le groupement des commandos parachutistes, au mouvement insurrectionnel des généraux putchistes d'Alger en avril 1961. Après l'échec du putsch, il effectue trois mois de détention préventive avant d'être acquitté.
Quittant l'armée, il entreprend une carrière civile, chez Peugeot, en tant que directeur du centre de production de Mulhouse, où il présida notamment au lancement de production de la 205, puis comme directeur du centre de production de Sochaux.

## Publications
Guy Perrier publie plusieurs biographies et livres consacrés à de grandes figures et à des événements de la Résistance : 
- Pierre Brossolette : le visionnaire de la Résistance, Prix littéraire de l'armée de terre - Erwan Bergot en 1997
- Le Colonel Passy et les services spéciaux de la France Libre en 1999
- Rémy : l'agent secret n°1 de la France libre en 2001
- Le général Pierre de Bénouville : le dernier paladin en 2005
- Leclerc en 2008
- Le suicide de la flotte française en 2010

## Décorations
Avec 16 titres de guerre dont une blessure - 13 citations dont 6 palmes à l'ordre de l'armée, il est :
- Grand-croix de la Légion d'honneur (décret du 4 mai 2012[5]) ;
- Médaille de la Résistance française, avec rosette ;
- Croix de guerre 1939-1945 ;
- Croix de guerre des Théâtres d'opérations extérieurs ;
- Croix de la Valeur militaire.